# Metallspürhunde
Metallspürhunde est un groupe suisse de rock électronique.

## Histoire
Metallspürhunde est formé en 1998 par Michel Frasse et Peter Graf. Le nom est dérivé des chiens détecteurs de mines de la guerre du Viêt Nam. En 1999, ils sortent leur premier album Metallspürhunde et commencent à faire des tournées en Allemagne et en Suisse. En 2001, ils sortent un autre album, Preview2. Fin 2003, ils sortent l'album Blut und Spiele, en 2006 Amokmensch, en mars 2009 Böse Wetter et en avril 2011 Moloch,,. Entre 2004 et 2016, Metallspürhunde est sous contrat avec le label allemand Danse macabre. Depuis 2016, ils sont sous contrat avec Trisol Music Group et darkTunes et sortent les album Giftbox en 2017 , et l'EP Oh, Hamlet en 2021.
En 2013, le groupe forme le projet parallèle Das war Krach et sort sous ce nom un single ainsi que l'album Protokino (tous deux uniquement disponibles en vinyle). 

## Discographie

### Albums studio
- 1999 : Metallspürhunde
- 2001 : Preview2
- 2003 : Blut und Spiele
- 2006 : Amokmensch
- 2009 : Böse Wetter
- 2009 : Böse Wetter Fan-Edition
- 2011 : Moloch
- 2011 : Moloch Limited Edition
- 2017 : Giftbox

### EP
- 2006 : Nackt (EP acoustique)
- 2007 : Was hat dich bloss so ruiniert
- 2009 : Die letzte grosse Fahrt
- 2015 : Schwarzer Hund
- 2019 : Kater
- 2021 : Oh, Hamlet[8]